# Західний полюс
Радіо «Західний полюс» — українська музична радіостанція, що веде мовлення в Івано-Франківську у FM-діапазоні на частоті 104,3 МГц, Калуші у FM-діапазоні на частоті 105,5 МГц, в Яблуниці на частоті 92.4 МГц та Інтернеті. Є найстарішою із нині діючих недержавних радіостанцій Івано-Франківської області. Входить до складу медіа-холдингу «Захід Медіа Плюс».

## Історія

### Перші ведучі та перші програми

Колектив «Західного полюсу» зразка 1995 року

На момент створення радіостанції «Західний полюс» у Івано-Франківську існувала лише одна FM-радіостанція, також місцева — «Бойчук-Студія». Людей з відповідним досвідом та знаннями бракувало, відтак, перші ефіри радіоведучих — Сергія Пахомова (Сергія Капітанова) та Андрія Федотова (нині відомий як вокаліст «Перкалаби» Федот) тривали по 12 годин. Ді-джей Сергій Капітанов розпочав радіомовлення о 14:00 25 грудня 1995 року композицією групи Enigma.
Інформаційна служба, очолювана головним редактором радіостанції Ігорем Масловим готувала кілька випусків новин, які зачитували в ефір актори місцевого драмтеатру ім. Франка Юрій Горбунов та Сергій Романюк. У різний час ведучими радіостанції були і інші відомі у Івано-Франківську та за його межами особистості: учасники першого складу гурту «Фактично самі» Бирчик МС і Віта (Вітаміна), співавтори текстів пісень гурту «Фантом-2» Олег Ланяк (DJ DиRA) та Володимир Калин (Калина Вавило). Останні двоє стали справжніми зірками Івано-Франківського радіопростору — як автори та ведучі щотижневого гумористичного вечірнього шоу «Калинова Діра», яка наразі не виходить у ефір у зв'язку із зміною місця роботи одного із авторів і ведучих.
Серед інших програм, які уже не транслюються на радіостанції — «Висадка в піжамі», яку вели Федот і Бирчик. Вона виходила вночі, в прямому ефірі. На радіо дзвонили люди, а ведучі просто «гнали» та розкручували якісь прикольні теми. Ще була передача «Нічні метелики» з Оленою Аністратовою та Ольгою Олійник. Вона виходила раз на тиждень, теж вночі, та була направлена на теми кохання і сексу. Першою оригінальною авторською програмою були «Проїзди» — інформація про загублені та знайдені речі. Програма виходить в ефір і нині.

### Партнерство з вітчизняними та іноземними мовниками
«Західний полюс» окрім програм власного виробництва, пропонує і передачі сторонніх синдикейшн-компаній, як українських, так і з-за кордону. Так, у перші роки роботи, радіостанція здійснювала адаптацію українською мовою передач, що вироблялися Санкт-Петербурзькою компанією Bridge Media, на той час офіційним представником MTV Networks: MTV Big Picture, Dancefloor Chart, MTV Non-Stop та інших. Співпраця була припинена у зв'язку із закриттям виробництва означених програм російськими партнерами.
У березні 1996 року було підписано договір про співпрацю із Британською Телерадіомовною Корпорацією (Бі-Бі-Сі), завдяки чому у ефірі «Західного полюсу» з'явилися спочатку щоденні годинні інформаційно-аналітичні програми, а згодом — п'ятихвилинні бюлетні новин. У 2007 році схожу угоду було підписано із українською редакцією Польського радіо для закордону. У свою чергу журналісти «Західного полюсу» готували репортажі з Івано-Франківщини для Бі-Бі-Сі та Польського радіо. Новини та інформаційно-аналітичні програми іноземних мовників транслювалися до квітня 2010 року, коли, після оголошення про закриття Української служби Бі-Бі-Сі, дирекція ухвалила рішення перейти на трансляцію виключно вітчизняних програм.
Окрім іноземних компаній «Західний полюс» тісно співпрацює із вітчизняними синдикейшн-компаніями. Однією з перших, у 2000 році стала київська ФДР-Радіоцентр, програми якої звучать на хвилі «Західного полюсу» і сьогодні. Окрім того, у різний час партнерами радіостанції були компанії «Діва-Продакшн», «Укрпростір», «НаВсіСто.Com» та інші.
Наявність власного радіопередавального центру та антенної щогли на даху будівлі Педагогічного інституту Прикарпатського Національного Університету дозволила ТОВ Радіокомпанія «Західний полюс» укласти договори про ретрансляцію київських мережевих радіостанцій Люкс FM та Авторадіо у 2004 році, «Europa Plus» у 2006 році, «Ретро FM» та Радіо «Ера» у 2010 році. Тісні партнерські стосунки із ТРК «Люкс» у 2006 році дозволили відкрити на технічній базі радіостанції місцевий корпункт телеканалу новин 24. У 2011 році розпочалася трансляція «Радіо 24» із включенням місцевих новин. На початку 2012 року радіопередавальний центр «Західного полюсу» також забезпечує ретрансляцію «Super Radio» (нині радіо «П'ятниця»), у 2013 році з РПЦ «Західний полюс» здійснюється ретрансляція «Наше Радіо». З 2014 компанія стає партнером радіохолдингу «ТАВР» і починає ретрансляцію на окремих частотах «Радіо Мелодія», «Русское Радио Україна», «Хіт FM». Нині рекламна агенція «Західного полюсу» представляє комерційні інтереси цих мовників в межах Івано-Франківська та області.

### «Західний полюс» таПомаранчева революція
У 2004 році в продакшн-студії «Західного полюсу» працювали учасники тоді ще маловідомого за межами Прикарпаття гурту Ґринджоли — Роман Калин та Роман Костюк. 23 листопада, на другий день протестів проти фальсифікації Президентських виборів 2004 року виникла ідея записати пісню для підбадьорювання протестуючих на площі перед Івано-Франківською ОДА. За основу було взято популярні речівки «Ні — брехні!», «Ющенко — так!». Буквально за кілька хвилин популярні лозунги було покладено на музику, пісню записали там же, на студії «Західного полюсу» за участі працівників радіостанції.

Трек «Разом нас багато» було викладено на спеціально створеній сторінці у мережі інтернет. Лише за перший день кількість завантажень перевалила за 10 тисяч, а згодом компакт-диск потрапив на сцену Майдану, де й став своєрідним гімном Помаранчевої революції. У 2005 році, після участі у відбірковому турі Пісенного конкурсу Євробачення учасники гурту Ґринджоли переїздять до Києва, згодом, після невдалого виступу у фіналі ПКЄ у Києві, повертаються до Івано-Франківська і продовжують займатися створенням та записом пісень для місцевих виконавців, залишивши роботу на радіо. Дружні стосунки із колишніми колегами знаходять своє відображення у спільній роботі над піснями, які, традиційно, ведучі записують до чергової річниці радіостанції. Наприклад, пісня «Звуками неба», що стала своєрідним гімном радіостанції, у записі якої взяли участь усі ведучі «Західного полюсу»

### Фінансова криза 2008 року та її наслідки для радіостанції
Наслідки фінансової кризи зачепили практично всі галузі української економіки. Не став виключенням і медіа- та рекламний ринок. Скорочення прибутків від діяльності радіостанції поставив під питання існування радіостанції, цілком ймовірним було закриття її ефірного мовлення і у, найкращому випадку, трансляція програм у мережі інтернет. На частоту «Західного полюсу» претендувало одразу кілька мережевих мовників і питання продажу частоти було практично вирішене. Проте, завдяки тому, що знайшлися зацікавлені інвестори з-поміж місцевих бізнесменів, закриття вдалося уникнути. Радіокомпанія увійшла до складу медіа-холдингу «Захід Медіа Плюс», який очолив колишній ведучий «Західного полюсу» Володимир Калин. Нині до складу медіахолдингу входять радіостанція «Західний полюс», газета «Репортер» [Архівовано 27 липня 2019 у Wayback Machine.] та інтернет-портал sport.if.ua [Архівовано 29 травня 2010 у Wayback Machine.].
«Західний полюс» з приходом нових інвесторів отримав новий поштовх для розвитку. Зараз проводиться активна робота по створенню потужного інформаційного порталу на базі інтернет-сайту радіостанції, розглядається можливість виходу на регіональний рівень. Наприкінці 2010 року радіостанція відсвяткувала 15 річницю, а святкова вечірка, що відбувалася 22 грудня у одному із місцевих клубів транслювалася наживо у ефірі «Західного полюсу». Це був перший досвід організації такої трансляції у місті Івано-Франківську.
До 350-річчя м. Івано-Франківськ радіостанція, вперше у Івано-Франківську, провела рок-концерт у прямому ефірі. Учасниками стали популярні місцеві гурти Les Stens та Пан Пупец.
У 2012 році до складу медіахолдингу «Захід Медіа Плюс» увійшов кабельний «Канал-402».

## Програми і формат
Формат радіостанції «Західний полюс» (відповідно до програмної концепції): інформаційно-розважальний; Музичний формат — Hot AC. Музика вітчизняного та іноземного виробництва розподілена порівну, з невеликою перевагою вітчизняної, переважно україномовної. Частка програм власного виробництва — понад 10 годин на добу.

## Ведучі радіо
- Юлія Чікель (2017-2023) (ведуча ранкового шоу "Вставай ШОУ" та рубрики "Відкриваємо Карти")
- Андрій Лахнов (2017-2021) (ведучий ранкового шоу "Вставай ШОУ" та рубрики "Відкриваємо Карти")